# Addition
Die Addition (lateinisch additio, von addere „hinzufügen“), umgangssprachlich auch Plus-Rechnen oder Und-Rechnen genannt, ist eine der vier Grundrechenarten in der Arithmetik. Die Addition basiert auf dem Vorgang des Zählens. Deshalb verwendet man für den Vorgang, eine Addition auszuführen, neben Addieren auch den Ausdruck Zusammenzählen. Das Rechenzeichen für die Addition ist das Pluszeichen „+“. Die Addition bildet zusammen mit der Subtraktion die Rechenart 1. Stufe, wegen der Rechenzeichen + und - auch Strichrechnung genannt.
Beispiel: 2 + 3 = 5 wird gelesen als „zwei plus drei (ist) gleich fünf“ oder umgangssprachlich „zwei und drei ergibt fünf“.

## Sprachregelungen
Die Elemente einer Addition werden Summanden und das Ergebnis Summe genannt:
erster Summand + zweiter Summand = Summe
Bis hinein ins 20. Jahrhundert konnten sich außerdem die Bezeichnungen Augend für den ersten und Addend für den zweiten Summanden halten, welche inzwischen sehr selten sind:
Augend + Addend = Summe

## Grundregeln und Eigenschaften

Zusammenhang zwischen den Vorzeichen der Summe und den Summanden

Die Addition kann in allen Zahlenbereichen ausgeführt werden.

### Kommutativgesetz
Der Wert einer Summe ist unabhängig von der Reihenfolge der Summanden. Sowohl {\displaystyle 6+7} als auch {\displaystyle 7+6} ergeben als Ergebnis {\displaystyle 13}. Man nennt diese Eigenschaft das Kommutativgesetz oder Vertauschungsgesetz der Addition. Für alle Zahlen {\displaystyle a} und {\displaystyle b} gilt damit
{\displaystyle a+b=b+a}.

### Assoziativgesetz
Bei der Addition dürfen Klammern umgesetzt oder weggelassen werden, ohne dass sich der Wert der Summe ändert. Man nennt diese Eigenschaft das Assoziativgesetz oder Verbindungsgesetz der Addition. Für alle Zahlen {\displaystyle a}, {\displaystyle b} und {\displaystyle c} gilt:
{\displaystyle (a+b)+c=a+(b+c)}.
Da es bei der Addition mehrerer Zahlen daher auf die Klammern nicht ankommt, lässt man sie oft weg und schreibt kurz
{\displaystyle a+b+c}.

### Neutralität der Null
Die Zahl Null mit dem Symbol {\displaystyle 0} ist das neutrale Element der Addition. Für alle Zahlen {\displaystyle a} gilt
{\displaystyle a+0=0+a=a.}
Die Null ist die einzige Zahl mit dieser Eigenschaft.

### Gegenzahl
Die Gegenzahl (bzw. das additive Inverse) zu einer Zahl {\displaystyle a} ist diejenige Zahl {\displaystyle b} für die {\displaystyle a+b=0} gilt. Zum Beispiel ist {\displaystyle -2} die Gegenzahl zu {\displaystyle 2}. Man schreibt {\displaystyle -a} für die Gegenzahl von {\displaystyle a} und es gilt dann
{\displaystyle a+(-a)=(-a)+a=0}.

### Distributivgesetze
Im Zusammenspiel der Addition mit der Multiplikation gelten die Distributivgesetze. Für alle Zahlen {\displaystyle a}, {\displaystyle b} und {\displaystyle c} gilt
{\displaystyle a\cdot (b+c)=(a\cdot b)+(a\cdot c)},
{\displaystyle (a+b)\cdot c=(a\cdot c)+(b\cdot c)}.
Demnach kann durch Ausmultiplizieren ein Produkt in eine Summe umgewandelt werden und umgekehrt durch Ausklammern eine Summe in ein Produkt.

### Kürzungsregeln
Durch Addition einer Zahl zu beiden Seiten einer Gleichung oder Ungleichung ändert sich der Wahrheitsgehalt einer Gleichung nicht. Für alle Zahlen {\displaystyle a}, {\displaystyle b} und {\displaystyle c} gilt
{\displaystyle a=b\;\Leftrightarrow \;a+c=b+c},
{\displaystyle a<b\;\Leftrightarrow \;a+c<b+c},
{\displaystyle a>b\;\Leftrightarrow \;a+c>b+c}.
Dieses Addieren ist ein Spezialfall einer Äquivalenzumformung.

### Lösung von Gleichungen
Die Umkehroperation der Addition ist die Subtraktion. Zur Subtraktion gelangt man über die Frage nach der Lösung elementarer Gleichungen der Form
{\displaystyle a+x=b},
wobei {\displaystyle a} und {\displaystyle b} gegebene Zahlen sind und die Zahl {\displaystyle x} gesucht ist. Wegen der Kürzungsregel ist die Lösung eindeutig, sofern sie existiert. Somit kann {\displaystyle x} als Definition für die Subtraktion {\displaystyle b-a} dienen. Es gilt dann
{\displaystyle a+(b-a)=b}.
In den natürlichen Zahlen ist die Gleichung {\displaystyle a+x=b} genau dann lösbar, wenn {\displaystyle a\leq b} ist. Für {\displaystyle a\geq b} ist jedoch die umgekehrte Gleichung
{\displaystyle b+x=a}
lösbar. In den ganzen Zahlen ist erstere Gleichung immer lösbar und es gilt
{\displaystyle x=b-a=b+(-a)},
was durch Einsetzen und Anwendung der Rechenregeln als Lösung verifiziert werden kann.

## Definition der Addition aus den Peano-Axiomen
Ausgehend von den Peano-Axiomen lässt sich die Addition auf den natürlichen Zahlen folgendermaßen definieren:
- {\displaystyle n+0=n}
- {\displaystyle n+m'=(n+m)'}

{\displaystyle n'} bezeichnet den Nachfolger von {\displaystyle n}, der aufgrund der Peano-Axiome eindeutig bestimmt ist. Da 1 der Nachfolger von 0 ist, gilt
- {\displaystyle n+1=n+0'=(n+0)'=n'.}

Der Nachfolger von {\displaystyle n} stimmt also mit {\displaystyle n+1} überein.

## Schriftliche Addition

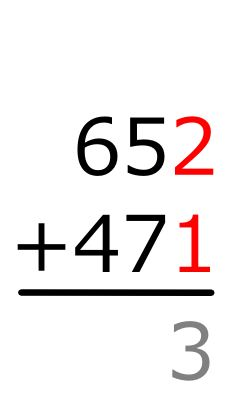
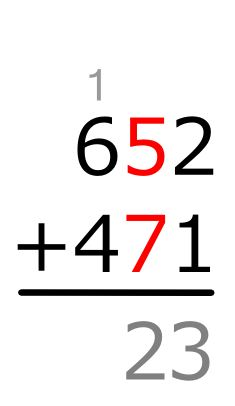
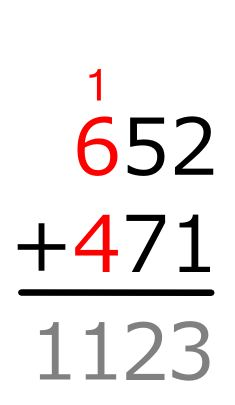

Die schriftliche Addition ist eines der grundlegenden Rechenverfahren, die bereits in den ersten Grundschuljahren erlernt werden. Die Beherrschung der schriftlichen Addition ist auch Voraussetzung für das Erlernen der schriftlichen Multiplikation.
Bei dem Verfahren, das u. a. im deutschsprachigen Raum an den Grundschulen gelehrt wird, werden die zu addierenden Zahlen in der Darstellung des Dezimalsystems so übereinander geschrieben, dass entsprechende Stellen untereinander stehen (Einer über Einern, Zehner über Zehnern usw.). Die Ziffern werden dann – von rechts nach links – Stelle für Stelle addiert; das Zwischenergebnis wird unten notiert, jedoch nur die Einerstelle. Ist das Zwischenergebnis mehrstellig, so entstehen Überträge, die beim Abarbeiten der jeweils nächsten Spalte berücksichtigt werden müssen. Für die Durchführung des Verfahrens ist es erforderlich, Zahlen zwischen 0 und 9 miteinander addieren zu können.
Beispiel:
- 2+1=3
- 5+7=12
Die 1 wird als Übertrag der nächsten (links benachbarten) Ziffernspalte zugeschlagen.
- 1+6+4=11

### Schriftliches Addieren von Dezimalzahlen
Hierbei schreibt man die Zahlen so untereinander, dass das Dezimalkomma genau untereinander steht. Man kann sich das Komma wegdenken und später beim Ergebnis an derselben Stelle wieder dazuschreiben. Falls die Summanden unterschiedlich viele Nachkommastellen besitzen, werden an die Nachkommastellen so viele Nullen angefügt, bis alle Summanden die gleiche Anzahl an Nachkommastellen haben.

## Weitere Notationsmöglichkeit
Summen können auch mittels des Summensymbols {\displaystyle \Sigma } (nach dem großen griechischen Buchstaben Sigma) notiert werden:
{\displaystyle \sum _{i=m}^{n}x_{i}=x_{m}+x_{m+1}+x_{m+2}+\dotsb +x_{n-1}+x_{n}}
Unter das Sigma wird die Zählvariable (in diesem Fall {\displaystyle i}) geschrieben. Ihr kann ein Startwert (hier: {\displaystyle m}) durch die Verbindung mit einem Gleichheitszeichen zugewiesen werden. Erfolgt diese Zuweisung nicht, so bedeutet das eine Summierung über alle möglichen {\displaystyle i}. Über dem Sigma steht der Endwert (hier: {\displaystyle n}). Zwischen dem Startwert und dem Endwert wird die Zählvariable jeweils um Eins erhöht. Um die Summe berechnen zu können, müssen {\displaystyle n} und {\displaystyle m} ganze Zahlen sein. Im Fall {\displaystyle n=m} besteht die Summe aus einem Summanden, im Fall {\displaystyle n<m} wird sie als 0 definiert.
Bildet man eine Summe aus unendlich vielen Ausdrücken, so wird diese unendliche Reihe genannt. Ein Beispiel ist die Leibniz-Reihe:
{\displaystyle \sum _{k=0}^{\infty }{\frac {(-1)^{k}}{2k+1}}=1-{\frac {1}{3}}+{\frac {1}{5}}-{\frac {1}{7}}+{\frac {1}{9}}-\dots ={\frac {\pi }{4}}}.
Das Symbol {\displaystyle \infty } steht dabei für unendlich. Der Umgang mit dem Summensymbol sowie einige häufig vorkommende Summen werden im Artikel Summe beschrieben.